# Quirino
För andra betydelser, se Quirino (olika betydelser).

Quirinos läge i Filippinerna

Quirino är en provins i Filippinerna och ligger i regionen Cagayandalen. 165 300 invånare (2006) på en yta av 3 057 km².
Provinsen är uppdelad 6 kommuner; Aglipay, Cabarroguis, Diffun, Maddela, Nagtipunan och Saguday. Administrativ huvudort är Cabarroguis.